# 興信所
興信所（こうしんじょ）は、企業や個人の信用や所在、行動等について調査を行う民間の会社、機関である。

## 法的規制
興信所が行う業務のうち、他人の依頼を受けて、面接による聞込み、尾行、張込みその他これらに類する方法により実地の調査を行い、その調査の結果を当該依頼者に報告する業務については、2005年以降は探偵業法による規制を受ける。この場合は、探偵業者としての届出を行わなければならない。
また、2005年の個人情報保護法全面施行に際して警察庁が発出した「興信所業者が講ずべき個人情報保護のための措置の特例に関する指針」と題する通達が存在する。通達であるため法的な強制力はないが、以下の4つの例を除き対象者に調査の旨を通知することが望ましいものとされている。
1. 第752条の義務その他の法令上の義務の履行を確保するために必要な事項について調査を行うとき。
2. 対象者が依頼者の親権に服する子である場合であって依頼者が当該対象者に関し民法第820条の権利その他の法令上の権利を行使し、又は義務を履行するために必要な事項について調査を行うとき。
3. 対象者が依頼者の法律行為の相手方となろうとしている者である場合であって、当該法律行為をするかどうかの判断に必要な事項について調査を行 うとき。
4. 依頼者が犯罪その他の不正な行為による被害を受けている場合であって、当該被害を防止するために必要な事項について調査を行うとき。

## 興信所業界
興信所業界は参入が比較的容易であることから、中小の個人経営の会社まで含めると非常に裾野の広い業界である。また、興信所という名称でも実質、探偵事務所を名乗っている場合が多い。

## 興信所の歴史
日本初の興信所は、1892年（明治25年）に発足された「商業興信所」である。商業興信所は日本銀行大阪支店長を務めた経歴を有する外山脩造が関西地区の銀行30行の協力を得て設立した。1892年（明治25年）には白崎敬之助が現在の東京商工リサーチの前身となる「商工社」を創業。1900年（明治33年）には帝国データバンクの前身となる帝国興信所が設立された。
1969年（昭和44年）、興信所が除籍簿などを悪用して未開放部落出身者の経歴を暴いていたことが表面化し、部落解放同盟が興信所を糾弾する出来事があった。

## 探偵との違い
現代において、興信所の要素は探偵とほぼ同じであり、実質的な違いは無い。
ただし、日本語解釈としては、興信所が文字通り、「信を興す」という信用を調べることを意図した語であるのに対して、探偵は「偵を探す」、すなわち、様子をうかがい探すという物理的な確認を意図した語となる。このため、日本語を厳密に解釈した場合は、興信所のほうが、探偵よりも、より高度な対応を求められうると言える。